# Међеђи Поток
Међеђи Поток је насеље у општини Зубин Поток на Косову и Метохији. Атар насеља се налази на територији катастарске општине Међеђи Поток површине 996 ha. Историјски и географски припада Ибарском Колашину. Насеље је на јужним обронцима Рогозне. Налази се на изворишту Међеђег потока где се јавља нешто веће проширење у виду благих страна и заравни на њима. Судећи по старим гробовима и црквинама у њима доста старо насеље. Делови села носе називе по именима старијег или садашљег становништва: Чукиће, Кривчевиће и Гариште. После ослобађања од турске власти место је у саставу Рашког округа, у срезу дежевском, у општини рајетићској и 1912. године има 77 становника.

## Демографија
Насеље има српску етничку већину.
Број становника на пописима:
(подаци до пописа 1991. године садрже у себи и број становника насеља Копиловиће)
- попис становништва 1948. године: 103
- попис становништва 1953. године: 166
- попис становништва 1961. године: 168
- попис становништва 1971. године: 178
- попис становништва 1981. године: 162
- попис становништва 1991. године: 78